# Krush Groove
Krush Groove is een Amerikaanse musical-dramedyfilm uit 1985 van Warner Bros. Pictures geregisseerd door Michael Schultz. De film is losjes gebaseerd op de beginjaren van het platenlabel Def Jam Recordings en producer Russell Simmons, die in de film Russell Walker noemt.

## Synopsis
Russell Walker richt met producer Rick Rubin het platenlabel "Krush Groove" op. Ze hebben een contract met hiphop-artiesten zoals Run-D.M.C., Andre Harrell, Alonzo Brown en Kurtis Blow. Wanneer Russell niet voldoende geld heeft om platen te maken van een hit van Run-D.M.C, gaat hij leningen aan met onder andere dubieuze geldschieters. Terzelfdertijd hunkeren hij en zijn broer naar het hart van Sheila E..

## Rolverdeling
| Acteur                                             | Personage           |
| -------------------------------------------------- | ------------------- |
| Blair Underwood                                    | Russell Walker      |
| Sheila E.                                          |                     |
| Joseph Simmons                                     | Run                 |
| Run-D.M.C. (Run, Darryl McDaniels, Jam Master Jay) |                     |
| The Fat Boys                                       |                     |
| Kurtis Blow                                        |                     |
| New Edition                                        |                     |
| Beastie Boys                                       |                     |
| LL Cool J                                          |                     |
| Russell Simmons                                    | Crocket             |
| Richard Gant                                       | Jay B.              |
| Lisa Gay Hamilton                                  | Iesha               |
| Rick Rubin                                         |                     |
| Nayobe                                             |                     |
| Vicky Ruane                                        |                     |
| Dr. Jeckyll & Mr. Hyde                             |                     |
| Full Force                                         | Jay B.'s bodyguards |
| Sal Abbatiello                                     |                     |
| Chris Rock                                         | cameo               |
| Dr. Know van Bad Brains                            | cameo               |
| Kara Vallow                                        | hiphop-danseres     |
| Coati Mundi                                        | winkeluitbaatster   |

## Verschillen in de film en werkelijkheid
Er zijn heel wat verschillen tussen het fictieve plantenlabel "Krush Groove" en het bestaande "Def Jam Recordings" waaronder:
- In de film richten Russell Simmons en Rick Rubbin samen het platenlabel "Krush Groove" op omdat er geen bestaand platenlabel interesse had voor het hiphop-genre. In werkelijkheid had Rubin "Def Jam Recordings" al opgericht voordat Simmons betrokken werd.[4]
- Larry Smith is de producer van de eerste twee albums van Run-D.M.C., ondanks dat deze in de film toegeschreven worden aan Rick Rubin.[5]
- LL Cool J wordt ontdekt door zijn nummer "I Can't Live without My Radio" dat wordt uitgevoerd tijdens een auditie. In werkelijkheid werd LL Cool J ontdekt in Rubin's appartement.[6][7]
- Volgens de film veranderden de muzikanten van "The Disco 3" hun bandnaam in The Fat Boys nadat ze in een All-you-can-eat-restaurant beseften dat ze werkelijk dik waren. In realiteit werd de naam bedacht door hun manager nadat hij van hun een factuur ontving van 350 Amerikaanse dollar voor een ontbijt in een hotel.[8][9]
- Russel noch Run hadden gevoelens voor Sheila E.. Dit werd bedacht voor de film.[10]
- De financiële problemen die Russell had, zijn ook verzonnen voor de film.[10]

## Nominatie
| Westrijd                     | Categorie                | Ontvanger(s)                                                                 | Resultaat   | Ref.   |
| ---------------------------- | ------------------------ | ---------------------------------------------------------------------------- | ----------- | ------ |
| Golden Raspberry Awards 1985 | Slechtste originele lied | Kurtis Blow, Damon Wimbley, Darren Robinson en Mark Morales van The Fat Boys | Genomineerd | [ 11 ] |